# Celso Garrido Lecca
Celso Garrido Lecca (Piura, 9 marzo 1926 – Lima, 11 agosto 2025) è stato un compositore peruviano.

## Biografia
Studiò pianoforte all'Academia Sas Rosay de Miraflores e in seguito si diplomò in composizione presso il Conservatorio nazionale. Si affermò soprattutto in Cile, dove a partire dagli anni Cinquanta fu anche docente universitario.
Nel suo stile egli seppe coniugare il folklore peruviano con la musica colta contemporanea europea.
Morì nel 2025, quasi centenario.

## Composizioni
- Orden per pianoforte (1953)
- El rapto de Lucrecia, musiche di scena per il dramma di André Obey (1954)
- La fierecilla domada, musiche di scena per La bisbetica domata di William Shakespeare (1955)
- El ángel que nos mira, musiche di scena per il dramma di Thomas Wolfe (1956)
- Música para teatro, quintetto per fiati tratto da El ángel que nos mira (1956)
- Divertimento per quintetto di fiati (1957)
- Un caso interessante, musiche di scena per il dramma di Dino Buzzati (1957)
- Musica per 6 strumenti a percussione, tratta da Un caso interessante (1957)
- El alcalde de Zalamea, musiche di scena per il dramma di Pedro Calderón de la Barca (1957)
- Baile de ladrones, musiche di scena per il dramma di Jean Anouilh (1958)
- Mama Rosa, musiche di scena per il dramma di Fernando Debesa (1959)
- Sinfonía n. 1, en Tres Movimientos (1960)
- Quartetto per archi n. 1 (1961)
- Laudes n. 1 per orchestra (1963)
- Elegía a Machu-Picchu (1965)
- Antigona, musiche di scena per l'Antigone di Sofocle (1966)
- Intihuatana, per quartetto d'archi (1967)
- Antaras, per doppio quartetto d'archi e contrabbasso (1968)
- Santiago del Chile, dedicato a Fernando Rosas e all'orchestra da camera dell'università cattolica del Cile (1970)
- Studio n. 1, musica elettronica (1970)
- Los Siete Estados, musica per voce e strumenti, tradizionali ed elettronici, per il balletto di Patricio Bunster (non rappresentata - 1970-72)
- Babilonia cae, musica elettronica per il balletto di Hilda Riveros (1976)
- La tierra combatiente, per voce e strumenti elettronici per il balletto di Hilda Riveros (1977)
- Donde Nacen los Cóndores (kuntur wachana), cantata per coro e strumenti folkloristici (1977)
- Danze popolari andine per violino e pianoforte (1979)
- Pequeña suite peruana, per pianoforte (1979)
- Retablos Sinfónicos (1980)
- Danze popolari andine, versione per orchestra delle danze del 1979 (1983)
- El Movimiento y el Sueño (1984)
- Trío para un tiempo nuevo (1985)
- Pequeña suite peruana, versione orchestrale della suite del 1979 (1986)
- Las bacantes, musiche di scena per strumenti elettronici (1987)
- Quartetto per archi n. 2 (1987)
- Preludio y Toccata (1988)
- Simpay, per chitarra (1988)
- Sonata-fantasía para cello y piano (1989)
- Concerto per violoncello e orchestra (nuova versione della precedente sonata - 1989)
- Concerto per chitarra e quattro gruppi strumentali (1990)
- Quartetto per archi n. 3 (1991)
- Duo concertante per charango e chitarra (a Italo Pedrotti - 1991)
- Soliloquio n. 1 per flauto (a César Peredo - 1992)
- Eventos per orchestra da camera (1993)
- Laudes n. 2 per orchestra (1994)
- Amaru per clarinetto, 2 violini, viola e violoncello (1994)
- Soliloquio n. 2 per violoncello (a Carlos Prieto - 1996)
- Soliloquio n. 3 per contrabbasso e percussioni (1997)
- Canciones de hogar (1997)
- Sinfonia n. 2 (Introspecciones) (1996-2000)
- Secuencias (1998)
- Quartetto per archi n. 4 (1999)
- Danze popolari andine, per flauto e chitarra (1999)
- Poéticas per 2 flauti (2000)

## Colonne sonore
- La imagen de una feria, per orchestra da camera (documentario - 1962)
- Kuntur Wachana di Federico García Hurtado (1977)
- Lima, tensiones de una gran ciudad, per orchestra da camera (documentario - 1985)
- Cuando el mundo oscureció, per orchestra da camera (documentario - 1986)